# Kommunernes Skolebiblioteksforenings Forfatterpris
Kommunernes Skolebiblioteksforenings Forfatterpris blev indstiftet i 1981. Foreningen skiftede i 1998 navn fra Danmarks Skolebiblioteksforening til Kommunernes Skolebiblioteksforening.
Prisen tildeles en forfatter, der har markeret sig gennem et faglitterært og/eller skønlitterært forfatterskab rettet mod børn og unge og kendetegnet ved kvalitet.
I 2015 ændrede prisen navn til Læringscentrenes Forfatterpris.

## Prisvindere
For årene efter 2014 se Læringscentrenes Forfatterpris
- 2014: Mette Finderup: Den grønne ø (bogserie)
- 2013: Benni Bødker: Djævelens øjne (roman)
- 2012: Bent Haller: En tordenagtig forelskelse (roman)
- 2011: Kim Fupz Aakeson og Niels Bo Bojesen: Vitello (bogserie)
- 2010: Ina Bruhn: Min fucking familie (roman)
- 2009: Ronnie Andersen: Date med en engel (roman)
- 2008: Cecilie Eken: Den sorte safir (bogserie)
- 2007: Henrik Einspor for hele forfatterskabet
- 2006: Kenneth Bøgh Andersen: Djævlens lærling (roman)
- 2005: Ida-Marie Rendtorff og Daniel Zimakoff: Strømsvigt (dobbeltroman)
- 2004: Josefine Ottesen: Krigeren (roman-trilogi)
- 2003: Sally Altschuler: Verdens navle (roman)
- 2002: Adil Erdem: Rejsen ud af mørket
- 2001: Bjarne Reuter: Prins Faisals ring (roman)
- 2000: Jane Kristensen og Jørgen Riber Christensen: Billedtid (CD-rom)
- 1999: Mats Letén: Lotte og Larsen på campingtur
- 1998: Lena Eilstrup for hele forfatterskabet
- 1997: Jesper Clement, Anne von Holckog Mai-Mai Ulrich: Arkitektur med andre ord
- 1996: Jacob Clausen: Hjertebåndet
- 1995: Knud Holten: Fu Ling's testamente
- 1994: Thorstein Thomsen for sine rim
- 1993: Charlotte Blay: Den plettede tiger
- 1992: Bent B. Nielsen og Hans Christian Hansen for letlæsningsbøger
- 1991: Kåre Bluitgen: Sabers udsendinge I &II
- 1990: Kirsten Mejlhede Krog: Sommer er ikke forbi
- 1989: Mogens G. Stryhn: Børn i U-lande
- 1988: Jens Peder Larsen: En loppe kan også gø
- 1987: Iris Garnov: Gå væk skygge og lad solen skinne
- 1986: Nils Hartmann: Et barn har brug for fred
- 1985: Søren Vagn Jacobsen: Dødens patroner
- 1984: Kirsten Holst: Også om mange år
- 1983: Thøger Birkeland: Krummerne og Bjarne Reuter: Zappa (udvalgt af børn via landsdækkende afstemning i anledning af foreningens 50-års jubilæum. Beløbet stillet til rådighed af Sparekasseforeningen)
- 1982: Palle Petersen
- 1981: John Nehm

## Ekstern henvisning
- Forfatterprisen
- Børnebogspriser